# Ronald Vale
Pour les articles homonymes, voir Vale.
Ronald Vale, né le 11 janvier 1959 à Hollywood, est un chimiste et biologiste américain. Chercheur spécialisé en cytologie, il travaille principalement, en chimiotaxie, sur les conversions à l'échelle nanométrique de l'énergie chimique en énergie mécanique, dont les kinésines et dynéines ainsi que leur comportement dans le cytosquelette. Il exerce comme professeur au sein de l'université de Californie à San Francisco, dans le département de pharmacologie cellulaire et moléculaire dont il est directeur.

## Formation
Ronald Vale est titulaire d'un Bachelor of Arts décerné par l'université de Californie à Santa Barbara, en biologie et chimie, ainsi que d'un Ph.D en neurosciences, décerné par l'université Stanford. Il a terminé son cursus par des études sur les systèmes micro-tubulaires au sein du Laboratoire de biologie marine du National Institutes of Health.

## Reconnaissance
Ronald Vale a reçu en 2012, conjointement avec Michael Sheetz et James Spudich, le prix Albert-Lasker pour la recherche médicale fondamentale pour ses travaux sur les protéines motrices du cytosquelette.